# Катастрофа DC-8 в Майами
Катастрофа DC-8 в Майами — авиационная катастрофа, произошедшая в четверг 7 августа 1997 года. Грузовой самолёт Douglas DC-8-61F авиакомпании Fine Air выполнял плановый рейс FNZ101A по маршруту Майами—Санто-Доминго, но через 36 секунд после взлёта рухнул на землю в черте города на пересечении двух улиц и полностью разрушился. Погибли все находившиеся на борту самолёта 4 человека (3 члена экипажа и 1 пассажир) и 1 человек на земле, ещё 2 человека на земле получили ранения.

## Самолёт
Douglas DC-8-61 (регистрационный номер N27UA, заводской 45942, серийный 349) был выпущен в апреле 1968 года. 12 апреля того же года был передан авиакомпании Eastern Air Lines, где получил бортовой номер N8773. 10 мая 1971 года был взят в лизинг авиакомпанией Japan Air Lines (JAL), 25 сентября 1972 года был полностью выкуплен, а его б/н сменился на JA8058. 30 ноября 1986 года был куплен лизинговой компанией United Aviation Services (UAS), его б/н сменился на N27UA. 15 июля 1987 года был взят в лизинг авиакомпанией Trans International Airlines (TIA), от которой до января 1988 года сдавался в лизинг авиакомпании Air Algérie. 24 июля 1993 года был куплен авиакомпанией Fine Air и переделан из пассажирского в грузовой (DC-8-61F). Оснащён четырьмя турбовентиляторными двигателями Pratt & Whitney JT3D-3B. На день катастрофы 28-летний авиалайнер совершил 41 688 циклов «взлёт-посадка» и налетал 46 825 часов.

## Экипаж
Состав экипажа рейса FNZ101A был таким:
- Командир воздушного судна (КВС) — 42-летний Дейл П. Томпсон (англ. Dale P. Thompson). Очень опытный пилот, проработал в авиакомпании Fine Air 3 года и 9 месяцев (с 11 октября 1993 года). Управлял самолётами «Learjet», а также Cessna 500 и SA 227. Налетал 12 154 часа, 2522 из них на Douglas DC-8 (все в должности КВС).
- Второй пилот — 26-летний Стивен Петроски (англ. Steven Petrosky). Опытный пилот, проработал в авиакомпании Fine Air 2 года и 11 месяцев (с 15 августа 1994 года). Имел квалификацию бортинженера. Налетал 2641 час, 1592 из них на Douglas DC-8.
- Бортинженер — 35-летний Глен Миллингтон (англ. Glen Millington). Проработал в авиакомпании Fine Air 10 месяцев (с 17 сентября 1996 года). Налетал свыше 1570 часов, 683 из них на Douglas DC-8.

Также в кабине вместе с экипажем летел пассажир — 32-летний Энрике Сото (англ. Enrique Soto), работник авиакомпании Fine Air (охранник).

## Хронология событий
В 12:32:59 EDT рейс 101 получил разрешение на руление к ВПП №27R. В 12:34:31 пилоты получили разрешение на взлёт, в 12:35:02 двигатели были переведены на взлётный режим и рейс 101 начал разгон по взлётной полосе. В 12:35:43 самолёт достиг скорости принятия решения (V1) и через 6 секунд (в 12:35:49) оторвался от взлётной полосы.
Согласно показаниям очевидцев, после взлёта самолёт начал набор высоты со слишком большим углом атаки, из-за чего уже через несколько секунд после взлёта он начал терять скорость и перешёл в сваливание. Пилоты пытались опустить нос самолёта и увеличить тягу двигателей, чтобы выйти из сваливания и восстановить управление, но в 12:36:25 EDT рейс FNZ101A пластом рухнул на землю и, проскользив по ней около двух метров, остановился на пересечении 2 улиц в Майами. Самолёт полностью разрушился и вызвал сильный пожар на месте катастрофы. В катастрофе погибли 5 человек — все 4 человека в самолёте (3 пилота и 1 пассажир) и 1 человек на земле, также на земле были ранены ещё 2 человека.

## Расследование
Расследование причин катастрофы рейса FNZ101A проводил Национальный совет по безопасности на транспорте (NTSB).
Окончательный отчёт расследования был опубликован 16 июня 1998 года. Согласно отчёту:

Национальный совет по безопасности на транспорте определил, что вероятной причиной катастрофы, которая произошла в результате неправильной загрузки самолёта с целью смещения центра тяжести в сторону хвоста и, соответственно, неправильной настройки дифферента стабилизатора, что привело к резкому увеличению тангажа при вращении, была (1) неспособность Fine Air осуществлять оперативный контроль над процессом погрузки груза; и (2) неспособность «Aeromar» загрузить самолёт в соответствии с требованиями Fine Air. Причиной катастрофы стала неспособность Федерального управления гражданской авиации (FAA) надлежащим образом контролировать обязанности Fine Air по оперативному контролю за погрузкой грузов, а также неспособность FAA обеспечить устранение известных недостатков, связанных с грузом в Fine Air.
Оригинальный текст (англ.)The National Transportation Safety Board determines, that the probable cause of the accident, which resulted from the airplane being misloaded to produce a more aft center of gravity and a correspondingly incorrect stabilizer trim setting that precipitated an extreme pitch-up at rotation, was (1) the failure of Fine Air to exercise operational control over the cargo loading process; and (2) the failure of «Aeromar» to load the airplane as specified by Fine Air. Contributing to the accident was the failure of the Federal Aviation Administration (FAA) to adequately monitor Fine Air's operational control responsibilities for cargo loading, and the failure of the FAA to ensure that known cargo-related deficiencies were corrected at Fine Air.

## Культурные аспекты
Катастрофа рейса 101 Fine Air показана в 19 сезоне канадского документального телесериала Расследования авиакатастроф в серии Смертельный наклон.